# The Legend of Zelda: Link's Awakening
The Legend of Zelda: Link's Awakening utkom 1993 och är ett spel till den bärbara spelkonsolen Game Boy. Det är det fjärde spelet i The Legend of Zelda-serien. 

## Handling
| ”                    | Link är tillbaka i ett helt nytt äventyr i Zelda-serien. Fångad på en mystisk drömliknande ö är det din uppgift att vägleda Link genom en oförglömlig resa med massor av monster, fällor och undervärldar. För att klara den här uppgiften behöver du verkligen både list och mod. | „ |
| – Nintendo Spelguide | |   |

Efter att Link besegrat Ganon i The Legend of Zelda: A Link to the Past åker han iväg på en resa på havet och blir strandsatt på en ö vid namn Koholint. För att komma därifrån måste han samla ihop åtta instrument för att väcka Vindfisken (Wind Fish). Så småningom under spelets gång får vi veta att ön Koholint kanske inte finns på riktigt, utan är en dröm. Links öde är då knutet till vindfiskens; för att vakna själv måste han väcka den mytologiska varelsen.

## Karaktärer
- Link

Link är huvudpersonen i spelet och den som spelaren kontrollerar.
- Marin

Marin är en flicka som räddar Link i början av spelet. Hon hittar honom på stranden efter att Links båt har sjunkit. Link tror först att det är Zelda på grund av att de ser väldigt lika ut.
- Tarin

Tarin är Marins far och är väldigt lik Mario på utseendet och delar Marios intresse för svampar. Han ger Link Links sköld i början av spelet.

## Spelsätt
Som andra Zelda-spel så är Link's Awakening ett actionäventyrsspel, där man som Link vandrar igenom en värld i ett ovanifrån-perspektiv. Link's Awakening introducerade dock en del element till Zelda-serien, bland annat kunde man hoppa (något man tidigare endast kunnat göra i Zelda II:s plattformsbanor) och så fanns det ett fiskeminispel. Andra förändringar var att man kunde lägga föremål på både A- och B-knappen, tidigare måste alltid svärdet vara på en av knapparna.
Spelets karta är uppdelad i ett rutmönster, där varje ruta motsvarar så mycket av kartan som ryms i fönstret åt gången. Kartan består av 16x16 rutor, det vill säga 256 stycken.

## Mottagande och utmärkelser
| Recensioner        | Recensioner     |
| Recensionsbetyg    | Recensionsbetyg |
| Publikation        | Betyg           |
| ------------------ | --------------- |
| Nintendo-Magasinet | 10/10           |

I Nintendo-Magasinet recenserade Tobias Bjarneby Link's Awakening, där han gav spelet betyget 10 av 10 och han skrev att "[g]rafiken är suverän precis som musiken och framför allt är spelet så otroligt kul. Det går bara inte att slita sig när man väl har börjat." I Guinness World Records 2009: Gamer's Edition hamnade Link's Awakening på plats 42 över de 50 bästa konsolspelen genom tiderna. WatchMojo.com placerade spelet på plats 3 på deras lista "Top 10 Gameboy Games", plats 6 på listan "Top 10 Legend of Zelda Games" och plats 8 på listan "Top 10 Emotional Video Game Endings".

## The Legend of Zelda: Link's Awakening DX
| Recensioner     | Recensioner     |
| Recensionsbetyg | Recensionsbetyg |
| Publikation     | Betyg           |
| --------------- | --------------- |
| Gamespot        | [ 8 ]           |
| IGN             | [ 9 ]           |

Det kom senare en nyutgåva av spelet till Game Boy Color som utnyttjade maskinens färger och innehöll ett helt nytt tempel där två nya dräkter fanns, samt en kamera med ett sidouppdrag där man kan ta bilder på olika saker och sedan skriva ut bilderna med hjälp av en Game Boy Printer. DX står för Deluxe och var del av DX-serien (med bland annat spel såsom Super Mario Bros. Deluxe).

## Remake till Nintendo Switch
Den 13 februari 2019 avslöjades att en remake av spelet, med uppdaterad grafik, var på väg till Nintendo Switch.  Spelet går under samma titel som originalet och släpptes den 20 september 2019.
Denna remake innehåller också färgtemplet från DX-versionen men har inte med kamera-sidouppdraget. Ett nytt element i denna utgåva är att man kan besöka Dampé i hans skjul. Där kan man skapa sina egna tempel genom att kombinera olika rum från tempel man har klarat av. I samband med lanseringen släpptes det även en ny amiibo av Link, i samma grafiska stil som i spelet. Denna och andra amiibo i Zelda-serien ger olika "plus effects" i templen man skapar hos Dampé.